# Ost-Afrikanische Plantagen-Gesellschaft Kilwa-Südland

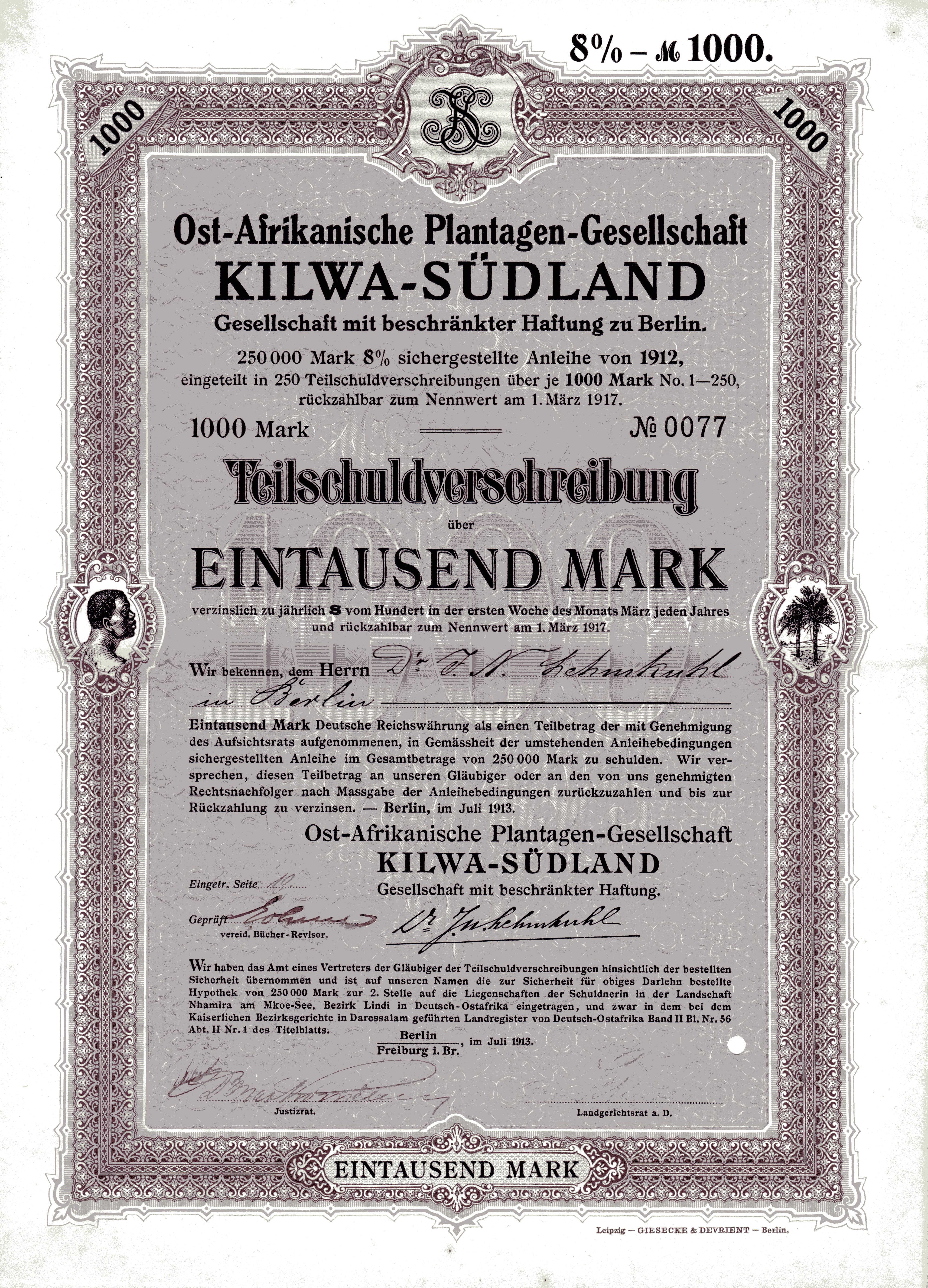
Anleihe über 1000 Mark der Ost-Afrikanischen Plantagen-Gesellschaft Kilwa-Südland GmbH vom Juli 1913

Die Ost-Afrikanische Plantagen-Gesellschaft Kilwa-Südland GmbH war ein Unternehmen, dessen Zweck der Anbau von Sisalhanf, Kautschuk und Baumwolle im Bezirk Lindi in Deutsch-Ostafrika war. Es wurde 1908 in Berlin mit einem Gesellschaftskapital von 404.000 Mark gegründet. Sitz der Gesellschaft war Berlin.
Die Gesellschaft besaß eine Sisalagaven-Plantage mit eigener Hafenanlage am Mkoes-See im Bezirk Lindi, ca. 3250 ha groß. Die Plantage besaß ein Wasserwerk und war über eine Feldbahn an das Netz der Ostafrikanischen Eisenbahn-Gesellschaft angeschlossen.